# Sax (Waffe)

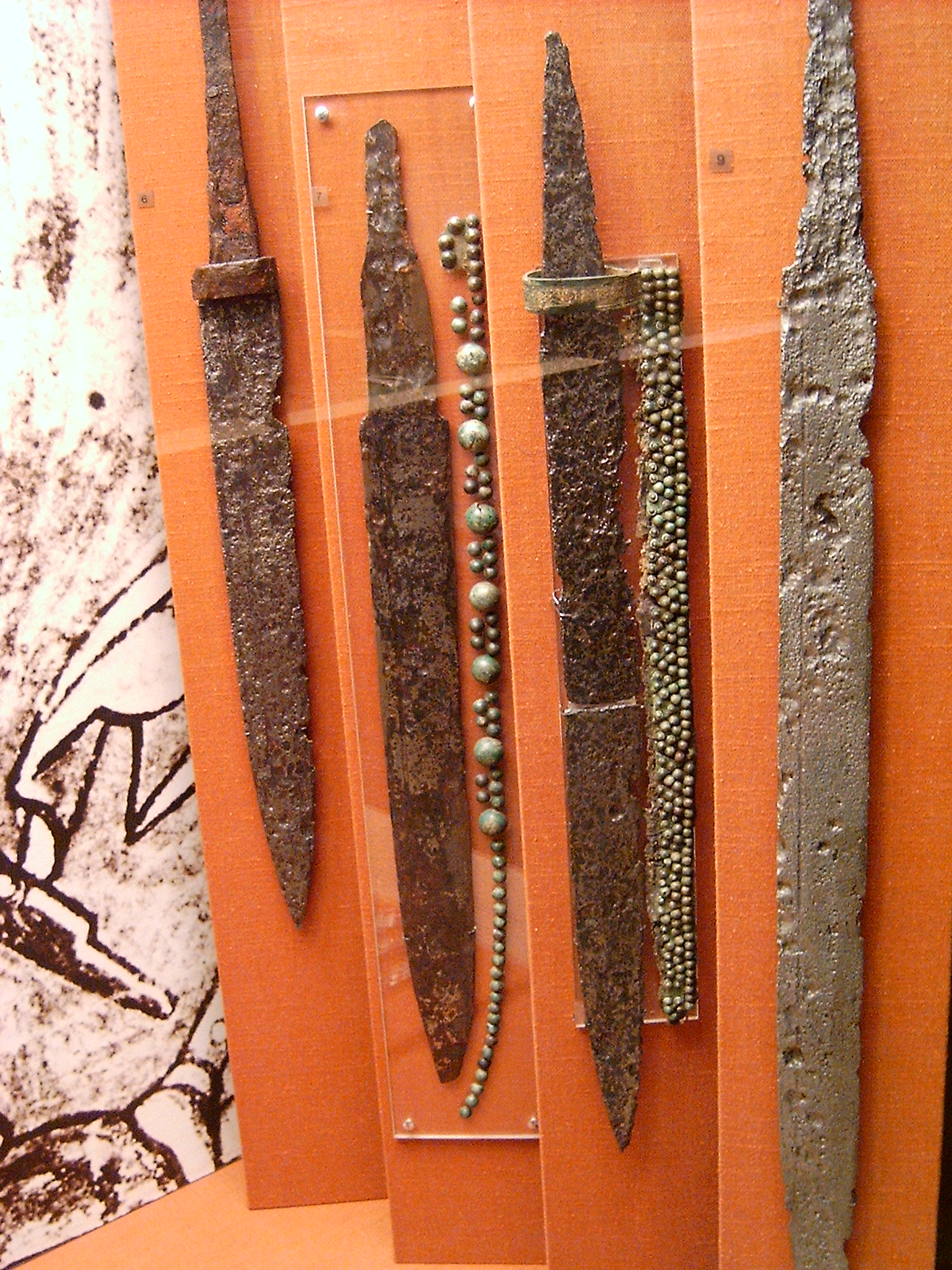
Verschiedene merowingerzeitliche Saxe

Der Sax (auch Scramasax) war eine einschneidige Hiebwaffe, die in verschiedenen Varianten von der vorrömischen Eisenzeit bis ins Hochmittelalter in Mitteleuropa und Nordwesteuropa verbreitet war.
Die früheste Verbreitung fanden Saxe ab dem 4. Jahrhundert v. Chr. in Skandinavien. Kontinental verbreiteten sie sich ab der frühen Römischen Kaiserzeit vom Baltikum und der Unterelbe ausgehend. Mit Aufgabe der Beigabensitte im 9. Jahrhundert kam der Sax im kontinentalen Raum allmählich aus der Mode und wurde durch andere Waffen abgelöst. Im Gegensatz dazu blieben Saxe auf den britischen Inseln und in Skandinavien noch einige Zeit im Gebrauch.

## Sprachliches
Duden und Brockhaus geben an: der Sachs, Plural Sachse; andere Schreibweise Sax. Bei Adelung († 1806) und anderen heißt es 1811 noch das Sachs.
Althochdeutsch sahs bedeutete so viel wie Schwert oder Messer. In den skandinavischen Sprachen wird mit dem Begriff (schwedisch sax, norwegisch und dänisch saks, finnisch sakset) auch die Schere bezeichnet.
Nach Genrich und Rech geht der Name der Sachsen möglicherweise auf Krieger der Chauken zurück, die nach ihrer Hauptwaffe, dem Sax, benannt wurden.

## Konstruktion und Entwicklung
Grundsätzlich werden Saxe anhand ihrer Griffkonstruktion in zwei Baugruppen eingeteilt:
1. Vor-merowingerzeitliche Saxe mit rückenständiger Angel und aufgenieteten Griffschalen. Bei diesen Saxen läuft der Klingenrücken in einer Linie, ohne Absatz, in die Griffangel über.
2. Merowingerzeitliche Saxe mit mittelständiger Angel mit aufgeschobener Hilze, einem auf die Angel geschobenen hölzernen Griffstück. Hier ist die Angel schmaler als die Klinge und besitzt Absätze zu Klingenrücken und Schneide.[6]

### Schmaler Langsax
Wird auch als „Langer Schmalsax“ bezeichnet. Dies sind die ältesten merowingerzeitlichen Saxe aus dem 5.–6. Jahrhundert. Sie stammen hauptsächlich aus dem mittleren Donauraum und dem heutigen südwestlichen Deutschland. Vereinzelt waren sie auch bei den Franken und in Gallien anzutreffen. Die ursprünglich reiternomadischen Schwerter wurden wohl vom Byzantinischen Reich übernommen und gelangten so zu den Alamannen. Die Klinge war über 30 cm lang, und die Klingenbreite lag deutlich unter 10 % der Klingenlänge. Zu den besonderen Fundstücken zählt ein Scheidenbeschlag eines Saxes aus dem Childerichgrab sowie eine goldene Grifftülle eines Saxes aus dem Fürstengrab vom Ailenberg. Der schmale Langsax wird nicht als ursprünglicher Impulsgeber für die nachfolgenden Saxe gesehen.
Die Entwicklung merowingerzeitlicher Saxe erfolgte in folgenden Schritten:

### Kurzsax
Bei einer Breite von 28 bis 30 mm betrug die durchschnittliche Blattlänge 200 bis 250 mm. Die einfach gestaltete, messerähnliche Klinge hatte ihren Ort (Klingenspitze) zwischen der Mittel- und Rückenlinie. Die kurze Angel war mittig angesetzt und trug selten Bunt- oder Edelmetallbeschläge an der hölzernen Griffhilze (Griffstück). Diese Klingen waren Weiterentwicklungen aus spätantiken Messerformen. Um die Mitte des 5. Jahrhunderts fanden Kurzsaxe im fränkischen Bereich ihre größte Verbreitung, allerdings fehlten sie in Niederdeutschland.

### Schmalsax I
Ab Mitte des 6. Jahrhunderts wiesen die Klingen eine durchschnittliche Länge von 300 mm und eine Breite von 30 mm auf. Der Ort war weiterhin zwischen Mittel- und Rückenlinie. Die lange Angel war am Ansatz schmaler als die Klinge und saß auf Klingenschultern. Die Hilze trug häufig eine Hilzenplatte, ein mit dem Griff bündiges Stichblatt und einen Knauf. Die Klingen waren aufwendiger gestaltet und die Waffe erreichte Gesamtlängen von bis zu 400 mm. Allmählich traten Schmalsaxe auch in Niederdeutschland auf.

### Schmalsax II
Ab dem letzten Viertel des 6. Jahrhunderts waren die Klingen einfacher gestaltet als die des Schmalsax I. Die durchschnittliche Blattlänge betrug etwa 290 mm bei einer Breite von ungefähr 33 mm. Der Ort lag auf der Mittellinie, und die kürzeren Angelstümpfe befanden sich mittig an der Klinge. Die Klingen waren einfach gestaltet und ohne Verzierung.

### Leichter Breitsax
Ab Ende des 6. Jahrhunderts wuchsen die Klingenlängen auf durchschnittlich 305 mm bei Breiten von 43 mm. Der Ort lag auf der Mittenlinie und die mittenständigen Angeln erreichten häufig die Länge des Blatts. Die Klingen waren vereinzelt mit Rillen dekoriert und trugen im Querschnitt rechteckige Hohlkehlen, die der Rückenlinie des Blattes folgten. Schmiedetechnische Besonderheiten waren nicht zu beobachten. An einigen Breitsaxen fanden sich jedoch Inschriften in Form von Runen oder Buchstaben. Die hölzernen Hilzen trugen gelegentlich metallene Griffzwingen zur Verstärkung und teilweise auch aufgenietete Knäufe. Sehr aufwendige Verzierungen erfuhren die Scheiden der Saxe mit Nieten, Knöpfen, Scheidenmundblechen, Ortbändern und Lederverzierungen. Breitsaxe wurden häufig auch als Zweitwaffe neben der Spatha getragen. Ab dieser Phase tragen die Knäufe der Saxe häufig sehr ausgeprägte, plastische Verzierungen. Oftmals in Tiergestalt, bärtige Gesichter kommen vor, selten auch Phallusdarstellungen – letztere scheinen auf spätrömische Vorbilder zurückzugehen, wie sie vornehmlich in Gallien tradiert wurden.

### Schwerer Breitsax
Ebenfalls ab Ende des 6. Jahrhunderts traten schwere Breitsaxe auf, deren Klingenlängen jedoch durchschnittlich bei 355 mm und Breiten um 49 mm lagen. Ansonsten wiesen die schweren Breitsaxe die gleichen Merkmale wie die leichten Breitsaxe auf.

### Langsax
Ab dem letzten Viertel des 7. Jahrhunderts wurden die Klingen der Breitsaxe zunächst mit durchschnittlichen Längen von 490 mm schlanker bei Breiten um 42 mm. In der Endphase erreichten die Längen durchschnittlich 520 mm. Der Schwerpunkt der Waffe rückte in die Nähe der Klingenschulter. Verfeinerte Schmiedetechniken und Damaszierung ermöglichten es, die Klingen leichter zu gestalten. Der Ort lag anfangs mittig und rückte in der zweiten Hälfte des 8. Jahrhunderts in Richtung Schneidenlinie. Die Klingen waren mit Zierrillen und Hohlkehlen verziert. Die Angeln verkürzten sich wieder zu Stümpfen und die aufgeschobenen Hilzen waren bis zu einem Drittel länger als die Angel. Die Scheiden waren im Vergleich zu den Breitsaxen wieder sehr einfach gestaltet und beschränkten sich lediglich auf kleine eiserne Ösenbügel auf der Rückseite. Langsaxe traten besonders in den sächsisch geprägten Territorien wie Westfalen und Niedersachsen als Hauptwaffe alleine und nicht in Kombination mit Spatha auf. In den friesisch aber auch fränkisch geprägten Regionen in Süddeutschland waren die Langsaxe dagegen fertigungstechnisch einfacher aufgebaut und traten als Beiwaffe neben der Spatha auf. Während der Kurzsax als dolchartiges Stoßmesser gehandhabt wurde, waren Schmalsax und Breitsax wie Macheten eher für hiebartigen Einsatz geeignet. Der Langsax wurde schwertähnlich geführt. Ein besonders prunkvolles Exemplar dieses Types ist der angelsächsische Sax von Beagnoth, ein Fund aus der Themse in London.

### Skandinavische Typen
Im Gegensatz zu den kontinentalen Sax weisen die skandinavischen Saxe kürzere Handhaben auf. In fast allen Fällen rückt die Schneide im 2. Drittel in einer flachen Bahn gegen den Schneiderücken. Vereinzelt finden sich Verzierungen auf der Klingen in Form von Rillen oder Kreisen. Gotländische Funde des 5. Jahrhunderts belegen häufig reich verzierte hölzerne Scheiden (Bjärs). Diese künstlerisch anspruchsvollen Arbeiten zeigen in Metall gravierte Tiermotive und aufwendige Holzarbeiten im Vendelstil.

## Archäometallurgischer Hintergrund
Im Rahmen eines Projekts von Stefan Mäder wurden 1999 ein Sax und ein Sax-Fragment vom japanischen Spezialisten Sasaki Takushi poliert und vom ranghohen Schwertschmied Amada Akitsugu eingeschätzt. Insgesamt wurden drei Objekte poliert und untersucht, wobei die angesprochenen Spezialisten ihnen einen hohen handwerklichen Wert bescheinigten. Als Beispiel können folgende Befunde einer der beiden Saxklingen (Fundort: Bad Krozingen, Datierung: zwischen 550 und 650) herangezogen werden. Es handelt sich um eine Kompositklinge bestehend aus Kernstahl und Mantelstahl mit unterschiedlichem Kohlenstoffgehalt, wobei eine separat angeschweißte Schneide nicht ausgeschlossen werden konnte. Für den Kernstahl konnte anhand der Oberflächentextur ein etwa 10-facher Gärbvorgang ermittelt werden. Der Mantelstahl wies eine sehr homogene Stahltextur auf, wobei ein durchgehend gleicher Kohlenstoffgehalt von etwa 0,5 % angenommen wird. Es wurden gleichzeitig keine Hinweise auf separate Aufkohlung der Schneide gefunden. Die Klinge ist selektiv gehärtet worden (vermutlich mithilfe einer thermisch widerstandsfähigen Isolierschicht), was durch Martensitkristalle im Schneidenbereich erkennbar ist. Es gibt Hinweise darauf, dass die Klinge danach einem Anlassvorgang unterzogen wurde.
Die Ergebnisse dieser Untersuchung belegen ein hohes handwerkliches Können der frühmittelalterlichen Schmiede und widerlegen das lang währende Vorurteil, frühmittelalterliche Hiebmesser seien hauptsächlich grobe Werkzeuge aus kaum gefaltetem, schlechtem Stahl gewesen. Durch neuere Untersuchungen und verbesserte Verfahren wurden Gärbstahl und entsprechende Schweißverbundstähle seit der Hallstattzeit nachgewiesen, was die alte Lehrmeinung, Schweißverbundstahl sei erst im 16. Jahrhundert nach Europa gekommen, unzutreffend erscheinen lässt. Es finden sich im Endeffekt eindeutige Parallelen zu traditionellen Schmiedeverfahren anderer Kulturen (z. B. Japan), welche sich durchaus in historischen Quellen widerspiegeln.